# Венгерский военный контингент в Ираке
Венгерский военный контингент в Ираке — подразделение вооружённых сил Венгрии, в 2003-2004 гг. принимавшее участие в войне в Ираке.

## История
Венгрия выделила для отправки в Ирак один мотопехотный батальон. Правительство США выделило для венгерского батальона 60 армейских грузовиков и средства связи, а также компенсировало часть расходов Венгрии на обучение военнослужащих, доставку подразделения в Ирак и тыловое обеспечение контингента в Ираке (из выделенных на эти цели 7,9 млрд. форинтов средства государственного бюджета Венгрии составляли 3 млрд., остальные деньги предоставили США).
Венгерские войска прибыли в Ирак в августе 2003 года, они были включены в состав польского военного контингента и расквартированы в городе Эль-Хилла в центральной части Ирака, их основными задачами являлись охрана важных объектов инфраструктуры, патрулирование проходивших по территории мухафазы Бабиль дорог (по которым осуществлялось снабжение войск коалиции и иные грузоперевозки) и помощь формируемой местной полиции.
14 августа 2004 года Североатлантический совет НАТО начал операцию «NATO Training Mission-Iraq», в соответствии с которой Венгрия отправила в Ирак 17 военных инструкторов. Кроме того, Венгрия отправила в Ирак полицейских, которые занимались обучением полиции Ирака по программе "Civilian Police Assistance Training Team".
3 ноября 2004 года правительство Венгрии объявило, что выведет свои войска (300 военнослужащих) из Ирака к 31 марта 2005 года. Венгерский контингент покинул Ирак к 21 декабря 2004 года.
15 декабря 2011 года США объявили о победе и официальном завершении Иракской войны, однако боевые действия в стране продолжались.
В июне 2014 года боевики "Исламского государства" начали масштабное наступление на севере Ирака, после чего положение в стране осложнилось. 29 июня 2014 года на занятых ИГИЛ территориях Ирака был провозглашен халифат. 8 сентября 2014 года США стали наносить авиаудары по занятым ИГИЛ территориям и начали создание международной коалиции по оказанию помощи Ираку в борьбе с ИГИЛ.
В апреле-мае 2015 года правительство и парламент Венгрии начали обсуждение вопроса о отправке войск в Ирак, в результате было принято решение отправить 100-150 военнослужащих для охраны объектов в северных районах Ирака. В августе 2015 года Венгрия вновь отправила в Ирак войска (численность которых изначально составляла 142 военнослужащих, но затем была увеличена до 200 военнослужащих).

## Результаты
Потери венгерского контингента в Ираке составили 1 военнослужащего погибшим и не менее 40 ранеными.
В перечисленные выше потери не включены потери «контрактников» сил коалиции (сотрудники иностранных частных военных и охранных компаний, компаний по разминированию, операторы авиатехники, а также иной гражданский персонал, действующий в Ираке с разрешения и в интересах стран коалиции):
- по данным из открытых источников, в числе потерь «контрактников» международной коалиции в Ираке - не менее двух граждан Венгрии[12][13]

11 декабря 2004 года премьер-министр Венгрии Ф. Дьюрчань сообщил о намерении Венгрии оказать военную помощь Ираку. В дальнейшем, по программе военной помощи формируемым вооружённым структурам Ирака в сентябре 2005 года Венгрия передала 77 отремонтированных танков T-72M1 советского производства, 36 боевых машин пехоты БМП-1 и четыре бронированных ремонтно-эвакуационных машины VT-55A. В июне 2006 года были переданы 100 грузовиков.
В августе 2014 года Венгрия отправила в Ирак дополнительную военную помощь: 4 млн. патронов 7,62 × 39 мм; 1,7 млн. бронебойно-зажигательных, зажигательных и трассирующих патронов к стрелковому оружию; более 15 тыс. осветительных миномётных мин; 5 тыс. кумулятивных гранат ПГ-7В для гранатомётов РПГ-7 и партию артиллерийских снарядов.